# Oceanapia canalis
Oceanapia canalis är en svampdjursart som först beskrevs av Ridley 1884.  Oceanapia canalis ingår i släktet Oceanapia och familjen Phloeodictyidae. Inga underarter finns listade i Catalogue of Life.